# Dorrit Willumsen

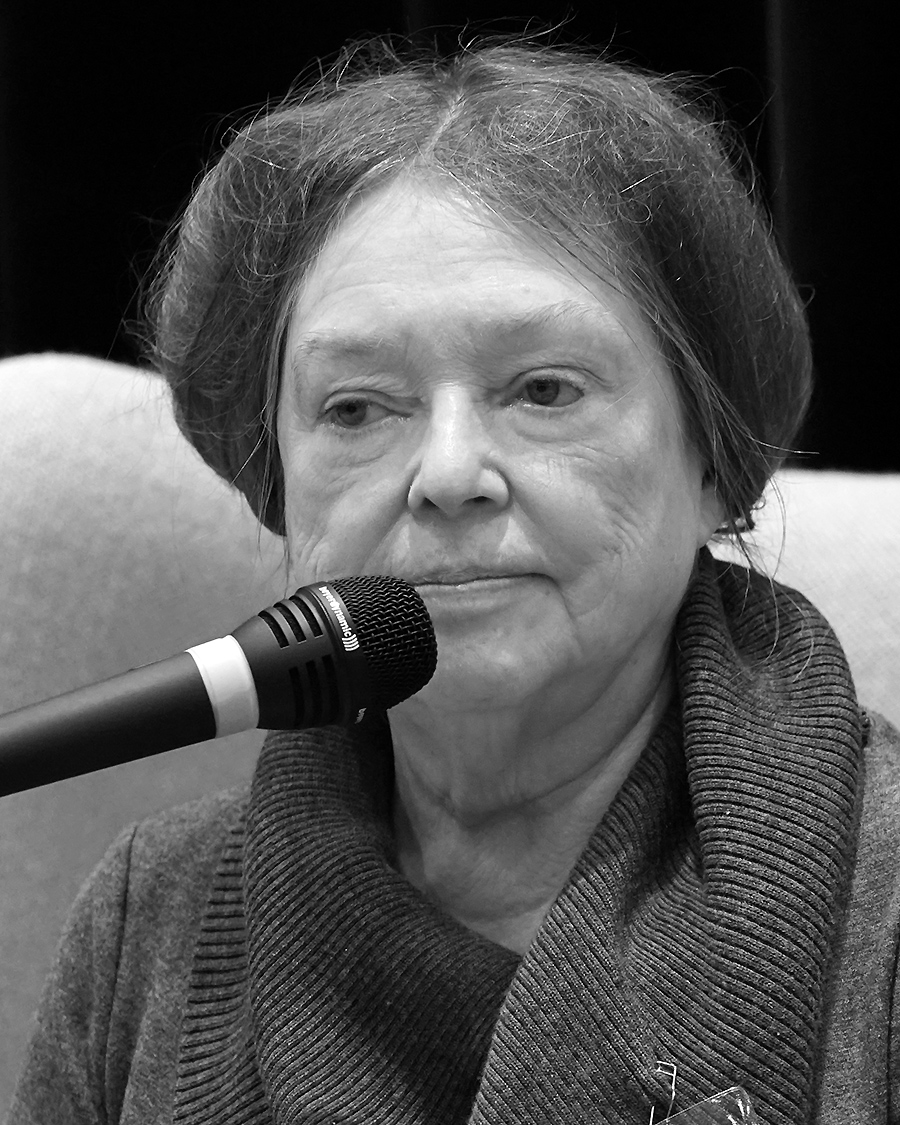
Dorrit Willumsen (2015)

Dorrit Willumsen (geboren am 31. August 1940 in Kopenhagen) ist eine dänische Schriftstellerin.

## Leben
Willumsen wurde 1940 im Kopenhagener Stadtteil Nørrebro geboren. Nach ihrem Schulabschluss 1960 arbeitete sie u. a. im Büro, in einer Bibliothek, im Kunsthandel und in einem Laboratorium, bevor sie 1965 mit ihrer ersten Veröffentlichung, der Kurzgeschichtensammlung Knagen, hervortrat. Seitdem erschienen von ihr zahlreiche Romane und Romanbiografien, Kurzgeschichtensammlungen, Dramen und Gedichte.
Im deutschsprachigen Raum wurde Willumsen insbesondere mit ihrer Romanbiografie Bang. En roman om Herman Bang (1996/1997; dt. 1998 als Bang) bekannt, die vor allem immer wieder auf das Lebensschicksal der jahrzehntelangen polizeilichen Verfolgung und gesellschaftlichen Ächtung des dänischen Schriftstellers und Journalisten Herman Bang (1857–1912) als Homosexueller in Dänemark und in sämtlichen europäischen Ländern, die er besuchte oder in denen er Fuß zu fassen versuchte, hinweist. 1997 wurde Willumsen für Bang mit dem Literaturpreis des Nordischen Rates ausgezeichnet.
Willumsen war von 1963 bis zu seinem Tod mit dem Lyriker und Dramatiker Jess Ørnsbo (1932–2019) verheiratet; ihr gemeinsamer Sohn ist Tore Ørnsbo (* 1970), der ebenfalls Dichter ist. Willumsen lebt in Vesterbro, Kopenhagen.

## Auszeichnungen (Auswahl)
- 1981: Großer Preis der Dänischen Akademie
- 1983: Dänischer Kritikerpreis für Marie: en roman om Marie Tussauds liv
- 1983: De Gyldne Laurbær
- 1995: Søren-Gyldendal-Preis
- 1997: Literaturpreis des Nordischen Rates für Bang. En roman om Herman Bang
- 2010: Literaturpreis Drachmannlegatet

## Werke
- 1965 Knagen, Kurzgeschichten
- 1967 Stranden, Roman
- 1968 Da, Roman
- 1970 The, krydderi, acryl, salær, græshopper, Roman
- 1973 Modellen Coppelia, Kurzgeschichten
- 1974 En værtindes smil
- 1976 Kontakter, Lyrik
- 1976 Neonhaven, Roman
- 1978 Hvis det virkelig var en film, Kurzgeschichten
- 1978 Den usynlige skønhed, Lyrik
- 1980 Danske fortællinger, Kurzgeschichten
- 1980 Manden som påskud
- 1982 Programmeret til kærlighed
- 1983 Umage par, Lyrik
- 1984 Marie: en roman om Marie Tussauds liv, Romanbiografie über das Leben Marie Tussauds
- 1985 Caroline, Drama
- 1988 Suk hjerte, Roman
- 1989 Glemslens forår, Kurzgeschichten
- 1995 Klædt i purpur, Historischer Roman
- 1997 Bang: en roman om Herman Bang, Romanbiografie
- 1997 De kattens feriedage, Humoreske
- 2000 Koras stemme, Roman
- 2001 Tøs: et hundeliv
- 2003 Bruden fra Gent, Roman
- 2005 Den dag jeg blev Honey Hotwing, Kurzgeschichten
- 2008 Dage med slave, Roman
- 2009 Det søde med det sure, Erinnerungen
- 2011 Pligten til lykke, Erinnerungen
- 2013 Guldbryllup, Roman (mit Jess Ørnsbo)
- 2015 Nær og fjern, Roman
- 2019 Løg trækker tårer, Roman

### Werke auf Deutsch
- Bück dich, Schneewittchen. Roman, Benziger, Zürich und Köln 1973, ISBN 3-545-36198-5
- Marie. Ein Roman über das Leben der Madame Tussaud, Hinstorff Verlag, Rostock 1987, ISBN 3-356-00069-1
- Seufze, Herz. Roman, Hinstorff, Rostock 1990, ISBN 3-356-00310-0
- Bang. Roman, Kiepenheuer, Leipzig 1998, ISBN 3-378-00611-0
  - als TB im Aufbau Taschenbuch Verlag, Berlin 2000, ISBN 3-7466-1669-7
- Ferientage einer Katze, mit Ill. von Manfred Bofinger. Kiepenheuer, Leipzig 2000, ISBN 3-378-00626-9